# KT 위즈의 선수 목록
다음은 KBO 리그 KT 위즈의 연도별 선수 명단이다.
각 포지션별로 해당 시즌 가장 많은 경기를 소화한 주전 선수들을 표시했다. 선수 전체 명단은 각각의 세부 문서를 참조하시오.
- 명단에는 1군 경기에서 단 한 경기라도 뛴 선수들이 포함되어 있다.
- 다른 수비 위치로 출장을 했더라도 해당 연도에 단 한 경기라도 포수로 뛴 경기가 있다면 포수 명단에 포함시겼다.
- 해당 연도에 수비를 단 한 경기도 보지 않고 지명 타자로만 출장했을 경우에는 (지) 표시를 덧붙였다.

## 포지션별 주전
- 각 포지션별로 해당 시즌 가장 많은 경기에 출장한 선수들 명단이다. (투수의 경우는 최다승 선수)

| 연도   | 투수       | 포수   | 1루수   | 2루수  | 3루수  | 유격수 | 우익수 | 중견수 | 좌익수 | 지명타자 |
| 2014년 | 박세웅     | 안중열 | 조중근  | 김병희 | 문상철 | 김영환 | 김민혁 | 김지열 | 신용승 | 김동욱   |
| 2015년 | 옥스프링   | 장성우 | 댄 블랙 | 박경수 | 마르테 | 박기혁 | 김지열 | 이대형 | 김상현 | 장성호   |
| 2016년 | 피어밴드   | 이해창 | 유민상  | 박경수 | 마르테 | 심우준 | 유한준 | 이대형 | 오정복 | 이진영   |
| 2017년 | 피어밴드   | 이해창 | 오태곤  | 박경수 | 심우준 | 정현   | 유한준 | 로하스 | 이대형 | 윤석민   |
| 2018년 | 니퍼트     | 장성우 | 윤석민  | 박경수 | 황재균 | 심우준 | 유한준 | 로하스 | 오태곤 | 강백호   |
| 2019년 | 알칸타라   | 장성우 | 오태곤  | 박경수 | 황재균 | 심우준 | 강백호 | 로하스 | 김민혁 | 유한준   |
| 2020년 | 데스파이네 | 장성우 | 강백호  | 박경수 | 황재균 | 심우준 | 로하스 | 배정대 | 조용호 | 유한준   |
| 2021년 | 데스파이네 | 장성우 | 강백호  | 박경수 | 황재균 | 심우준 | 호잉   | 배정대 | 조용호 | 유한준   |
| 2022년 | 고영표     | 장성우 | 박병호  | 오윤석 | 황재균 | 심우준 | 조용호 | 배정대 | 알포드 | 강백호   |
| 2023년 | 벤자민     | 장성우 | 박병호  | 박경수 | 황재균 | 김상수 | 조용호 | 배정대 | 알포드 | 강백호   |
| 2024년 | 벤자민     | 장성우 | 강백호  | 오윤석 | 황재균 | 김상수 | 로하스 | 배정대 | 김민혁 | 강백호   |

## 전체 명단
- 다음은 해당 연도 정규 리그에 최소 한 경기 이상 출장한 선수 명단이다.

### 2015년
- 투수 : 옥스프링, 조무근, 장시환, 저마노, 정대현, 김재윤, 홍성용, 최원재, 홍성무, 고영표, 윤근영, 박세웅, 엄상백, 배우열, 김민수, 김기표, 안현준, 심재민, 황덕균, 이준형, 최대성, 이성민, 이윤학, 이창재, 시스코, 주권, 김사율, 정성곤, 어윈
- 포수 : 장성우, 용덕한, 이해창, 윤수강, 안중열, 김종민
- 1루수 : 김상현, 댄블랙, 모상기, 조중근, 신명철
- 2루수 : 박경수, 이창진, 김영환
- 유격수 : 김동은, 박기혁, 심우준
- 3루수 : 마르테, 박용근, 이지찬, 문상철
- 좌익수 : 오정복, 송민섭, 김진곤
- 중견수 : 이대형, 배정대
- 우익수 : 하준호, 김지열
- 지명타자 : 장성호, 윤요섭, 윤도경, 김동욱, 김태훈

### 2016년
- 투수 : 주권, 피어밴드, 마리몬, 김재윤, 배우열, 밴와트, 이창재, 심재민, 고영표, 박세진, 로위, 김사율, 홍성용, 안상빈, 홍성무, 김민수, 정성곤, 채선관, 윤근영, 최원재, 류희운, 엄상백, 이상화, 장시환, 피노, 조무근, 정대현
- 포수 : 윤요섭, 김종민, 이해창
- 1루수 : 유민상, 남태혁, 김상현, 김연훈
- 2루수 : 박경수, 김선민
- 유격수 : 박기혁, 심우준
- 3루수 : 마르테, 신현철, 박용근, 문상철
- 좌익수 : 오정복, 하준호
- 중견수 : 이대형, 배정대, 김진곤
- 우익수 : 유한준, 전민수, 김지열
- 지명타자 : 이진영, 정주후, 김만수, 김영환, 김동명, 김민혁

### 2017년
- 투수 : 피어밴드, 고영표, 로치, 이상화, 엄상백, 심재민, 장시환, 윤근영, 김재윤, 홍성용, 주권, 김도영, 이종혁, 조무근, 강장산, 배제성, 최원재, 조근종, 김사율, 박세진, 배우열, 홍성무, 정대현, 류희운, 정성곤
- 포수 : 이해창, 장성우, 김만수
- 1루수 : 오태곤, 유민상, 김동욱, 모넬
- 2루수 : 박경수, 정주후, 김연훈
- 유격수 : 정현, 이재근, 박기혁
- 3루수 : 심우준, 안치영
- 좌익수 : 오정복, 김진곤, 전민수, 이대형, 하준호
- 중견수 : 로하스, 홍현빈, 김지열
- 우익수 : 유한준
- 지명타자 : 윤석민, 이진영, 윤요섭, 남태혁

### 2018년
- 투수 : 니퍼트, 피어밴드, 금유성, 고영표, 김재윤, 정성곤, 이종혁, 홍성용, 류희운, 심재민, 이상화, 김민, 김사율, 고창성, 엄상백, 배우열, 배제성, 김태오, 김민수, 최건, 신병률, 김용주, 윤근영, 박세진, 주권
- 포수 : 장성우, 이준수, 이해창
- 1루수 : 윤석민
- 2루수 : 박경수, 김영환
- 유격수 : 고명성, 정현, 심우준, 박기혁
- 3루수 : 황재균
- 좌익수 : 강백호, 홍현빈, 오태곤, 이창진, 전민수, 하준호, 오준혁, 송민섭
- 중견수 : 로하스, 이대형
- 우익수 : 유한준, 배정대, 김지열, 김동욱, 김진곤
- 지명타자 : 이진영, 남태혁, 오정복

### 2019년
- 투수 : 쿠에바스, 알칸타라, 배제성, 주권, 김재윤, 전유수, 김대유, 이대은, 김민, 김민수, 하준호, 이종혁, 조현우, 조한욱, 이선우, 최건, 조근종, 김태우, 손동현, 금유성, 전용주, 류희운, 이정현, 이상동, 정성곤, 엄상백, 김태오
- 포수 : 장성우, 이준수, 이해창, 안승한
- 1루수 : 오태곤, 문상철, 박승욱, 윤석민
- 2루수 : 박경수, 정현, 김영환
- 유격수 : 심우준, 강민국, 박민석, 고명성
- 3루수 : 황재균, 안치영, 김병희
- 좌익수 : 김민혁
- 중견수 : 로하스, 김진곤, 배정대
- 우익수 : 강백호, 조용호, 송민섭
- 지명타자 : 유한준, 이대형

### 2020년
- 투수 : 데스파이네, 배제성, 쿠에바스, 주권, 소형준, 김재윤, 조현우, 이보근, 유원상, 전유수, 이상화, 손동현, 김성훈, 이강준, 한승주, 이창재, 이상동, 안영명, 금유성, 안현준, 박세진, 류희운, 이대은, 김민
- 포수 : 장성우, 허도환, 강현우, 문상인
- 1루수 : 강백호, 문상철
- 2루수 : 박경수, 박승욱, 정주후, 김영환, 천성호, 강민국
- 유격수 : 심우준
- 3루수 : 황재균, 김병희
- 좌익수 : 조용호, 오태곤, 김태훈, 김민혁, 송민섭, 홍현빈
- 중견수 : 배정대
- 우익수 : 로하스, 박준혁
- 지명타자 : 유한준

### 2021년
- 투수 : 데스파이네, 배제성, 쿠에바스, 주권, 소형준, 김재윤,  조현우, 이보근, 유원상, 엄상백, 이대은, 전유수, 안영명, 이창재
- 포수 : 장성우, 허도환
- 1루수 : 강백호, 문상철
- 2루수 : 박경수, 천성호, 강민국
- 유격수 : 심우준, 신본기
- 3루수 : 황재균, 김병희
- 좌익수 : 조용호, 김민혁, 송민섭, 홍현빈
- 중견수 : 배정대
- 우익수 : 송민섭, 조용호
- 지명타자 : 심우준

### 2022년
- 투수 : 데스파이네, 배제성, 웨스 벤자민, 주권, 소형준, 김재윤, 엄상백, 김민수, 고영표, 박영현, 조현우, 이채호, 박시영, 심재민, 김민, 김태오, 이창재
- 포수 : 장성우, 김준태
- 1루수 : 강백호, 박병호, 오윤석
- 2루수 : 박경수, 심우준, 장준원
- 유격수 : 심우준, 신본기, 문상준
- 3루수 : 황재균, 김병희
- 좌익수 : 조용호, 김민혁, 송민섭, 홍현빈
- 중견수 : 배정대
- 우익수 : 송민섭, 조용호,  앤서니 알포드, 이시원
- 지명타자 : 강백호

### 2023년
- 투수 : 웨스 벤자민, 쿠에바스, 주권, 소형준, 김재윤, 엄상백, 김민수, 고영표 , 박영현, 이채호, 김민, 김태오, 김태오, 손동현, 박세진, 김영현, 김재윤, 조이현, 전용주, 강건
- 포수 : 장성우, 김준태, 강현우
- 1루수 : 강백호, 박병호, 오윤석
- 2루수 : 박경수, 장준원
- 유격수 : 김상수
- 3루수 : 황재균, 안치영
- 좌익수 : 조용호, 김민혁, 송민섭
- 중견수 : 배정대
- 우익수 : 앤서니 알포드, 이시원, 문상철
- 지명타자 : 강백호

### 2024년
- 투수 : 쿠에바스, 엄상백, 벤자민, 고영표, 육청명, 조이현, 한차현, 김민, 우규민, 김민수, 소형준, 박시영, 손동현, 원상현, 김영현, 하준호, 이상동, 박세진, 성재헌, 전용주, 이채호, 주권, 문용익
- 포수 : 장성우, 김준태, 강현우, 강백호
- 1루수 : 문상철, 오윤석, 오재일, 강민성
- 2루수 : 오윤석, 박경수, 천성호, 권동진, 박민석
- 유격수 : 김상수, 심우준, 신본기, 장준원
- 3루수 : 황재균, 윤준혁, 이호연
- 좌익수: 로하스, 김민혁, 안현민
- 중견수: 배정대, 김병준, 안치영
- 우익수: 정준영, 홍현빈, 김건형, 송민섭, 조용호
- 지명타자: 강백호

### 투수
| 2015년        | 2016년          | 2017년   | 2018년   | 2019년   | 2020년     | 2021년     | 2022년     | 2023년      | 2024년      |
| 최원재        | 최원재          | 최원재   | [ 1 ]    | 손동현   | 손동현     | [ 2 ]      | [ 3 ]      | 손동현      | 손동현      |
| 고영표        | 고영표          | 고영표   | 고영표   | [ 4 ]    | [ 5 ]      | 고영표     | 고영표     | 고영표      | 고영표      |
| 김재윤        | 김재윤          | 김재윤   | 김재윤   | 김재윤   | 김재윤     | 김재윤     | 김재윤     | 김재윤      | 우규민      |
| 심재민        | 심재민          | 심재민   | 심재민   | [ 6 ]    | [ 7 ]      | 심재민     | 심재민     | 심재민      | 성재헌      |
| 최대성        | 채선관          | 이종혁   | 이종혁   | 이종혁   | [ 10 ]     | [ 11 ]     | [ 12 ]     | [ 13 ]      |             |
| 김사율        | 김사율          | 김사율   | 김사율   | 알칸타라 | 데스파이네 | 데스파이네 | 데스파이네 | 웨스 벤자민 | 웨스 벤자민 |
| 조현우        | [ 15 ]          | [ 16 ]   | [ 17 ]   | [ 18 ]   | 조현우     | 조현우     | 조현우     | 조현우      | [ 19 ]      |
| 엄상백        | 엄상백          | 엄상백   | 엄상백   | [ 20 ]   | [ 21 ]     | 엄상백     | 엄상백     | 엄상백      | 엄상백      |
| 옥스프링      | 슈가 마리몬     | [ 23 ]   | [ 24 ]   | 이대은   | 이대은     | 이대은     | 이채호     | 이채호      | 이채호      |
| 이창재        | 이창재          | [ 26 ]   | [ 27 ]   | [ 28 ]   | 이창재     | 이창재     | 이창재     | 조이현      | 조이현      |
| 김도영        | 피노            | 강장산   | 강장산   | 쿠에바스 | 쿠에바스   | 쿠에바스   | 쿠에바스   | 쿠에바스    | 쿠에바스    |
| 장시환        | 장시환          | 장시환   | 장시환   | 전용주   | [ 31 ]     | [ 32 ]     | [ 33 ]     | 전용주      | 전용주      |
| 저마노        | 밴와트          | 로치     | 니퍼트   |          |            |            |            |             |             |
| 정대현        | 정대현          | 정대현   |          |          | 소형준     | 소형준     | 소형준     | 소형준      | 소형준      |
| 주권          | 주권            | 주권     | 주권     | 주권     | 주권       | 주권       | 주권       | 주권        | 주권        |
| 조무근        | 조무근          |          |          |          | 이보근     | 이보근     | 박영현     | 박영현      | 박영현      |
| 홍성용        | 홍성용          | 홍성용   | 홍성용   |          |            |            |            |             |             |
| 금유성        | 금유성          | 금유성   | 김민     | 김민     | 김민       | [ 36 ]     | 김민       | 김민        | 김민        |
| 홍성무        | 홍성무          | 홍성무   | 김태오   | 김태오   | [ 38 ]     | 김태오     | 김태오     | 김태오      | [ 40 ]      |
| 류희운        | 류희운          | 류희운   | 류희운   | 류희운   | 류희운     | [ 41 ]     | 류희운     | 강건        | 강건        |
| 안현준        | 안현준          | [ 43 ]   | [ 44 ]   | [ 45 ]   | 안현준     | [ 46 ]     | [ 47 ]     | [ 48 ]      | [ 49 ]      |
| 배우열        | 배우열          | 배우열   | 배우열   | 이정현   | [ 50 ]     | 이정현     | 이정현     | [ 51 ]      | [ 52 ]      |
| 박세웅        | 피어밴드        | 피어밴드 | 피어밴드 | 이선우   | 이선우     | [ 54 ]     | [ 55 ]     | 이선우      | 이선우      |
| 앤드루 시스코 | 트래비스 밴와트 | 배제성   | 배제성   | 배제성   | 배제성     | 배제성     | 배제성     | 배제성      | [ 57 ]      |
| 정성곤        | 정성곤          | 정성곤   | 정성곤   | 정성곤   | [ 58 ]     | [ 59 ]     | 정성곤     |             |             |
| 필 어윈       | 조쉬 로위       |          |          | 강백호   | 이강준     | 이강준     |            |             |             |
| 홍성용        | 홍성용          | 홍성용   | 홍성용   | 전유수   | 전유수     | 전유수     | 전유수     | 김영현      | 김영현      |
| 윤근영        | 윤근영          | 윤근영   | 윤근영   | 이상동   | 이상동     | 이상동     | [ 62 ]     | 이상동      | 이상동      |
| 황덕균        | 이상화          | 이상화   | 이상화   | [ 65 ]   | 이상화     | 안영명     | 안영명     | 김영현      | 김영현      |
| 김민수        | 김민수          | [ 66 ]   | 김민수   | 김민수   | 김민수     | 김민수     | 김민수     | 김민수      | 김민수      |
| 하준호        | 하준호          | 하준호   | 하준호   | 하준호   | 하준호     | 하준호     | 하준호     | 하준호      | 하준호      |

### 포수
| 2015년 | 2016년 | 2017년 | 2018년 | 2019년 | 2020년 | 2021년 | 2022년 | 2023년 | 2024년 |
| 윤요섭 | 김종민 | 김종민 | 이준수 | 이준수 | 허도환 | 허도환 |        |        | 강백호 |
| 장성우 | [ 73 ] | 장성우 | 장성우 | 장성우 | 장성우 | 장성우 | 장성우 | 장성우 | 장성우 |
| 이해창 | 이해창 | 이해창 | 이해창 | 이해창 | 이홍구 | 김준태 | 김준태 | 김준태 | 김준태 |
|        |        |        | [ 76 ] | [ 77 ] | [ 78 ] | [ 79 ] | 조대현 | [ 80 ] | 조대현 |
|        |        |        |        |        | 강현우 | [ 81 ] | [ 82 ] | 강현우 | 강현우 |

### 내야수
| 2015년  | 2016년  | 2017년  | 2018년          | 2019년          | 2020년          | 2021년          | 2022년          | 2023년  | 2024년  |
| 댄 블랙 | 유민상  | 유민상  | 유민상          |                 | 천성호          | 천성호          | [ 85 ]          | [ 86 ]  | 천성호  |
| 박경수  | 박경수  | 박경수  | 박경수          | 박경수          | 박경수          | 박경수          | 박경수          | 박경수  | 박경수  |
| 신명철  | 남태혁  | 남태혁  | 남태혁          | [ 88 ]          | [ 89 ]          | [ 90 ]          | 양승혁          | 김상수  | 김상수  |
| 문상철  | 문상철  | [ 91 ]  | [ 92 ]          | 문상철          | 문상철          | 문상철          | 문상철          | 문상철  | 문상철  |
| 박기혁  | 박기혁  | 박기혁  | 박기혁          | 박승욱          | 박승욱          | 박승욱          | 장준원          | 장준원  | 장준원  |
| 이지찬  | [ 96 ]  | [ 97 ]  | 황재균          | 황재균          | 황재균          | 황재균          | 황재균          | 황재균  | 황재균  |
| 심우준  | 심우준  | 심우준  | 심우준 (유격수) | 심우준 (유격수) | 심우준 (유격수) | 심우준 (유격수) | 심우준 (유격수) | [ 98 ]  | 심우준  |
| [ 100 ] | [ 101 ] | 정현    | 정현            | 정현            |                 | 오윤석          | 오윤석          | 오윤석  | 오윤석  |
| 모상기  | [ 105 ] | 오태곤  | 오태곤          | 오태곤          | 강백호          | 강백호          | 강백호          | 강백호  | 강백호  |
| 조중근  | 정주후  | 정주후  | [ 108 ]         | [ 109 ]         | [ 110 ]         | [ 111 ]         | 문상준          | [ 112 ] | [ 113 ] |
| 장성호  | 김연훈  | 김연훈  | 강민국          | 강민국          | 강민국          | 강민국          | 박병호          | 박병호  | 박병호  |
| 마르테  | 마르테  | 윤석민  | 윤석민          | 윤석민          |                 |                 | 이상호          | 이상호  | [ 120 ] |
| 김상현  | 김상현  | [ 121 ] | [ 122 ]         | 김병희          | 김병희          | 김병희          | 김병희          | 이호연  | 이호연  |
| 김영환  | 김영환  | [ 124 ] | 김영환          | 김영환          | 김영환          | 신본기          | 신본기          | 신본기  | 신본기  |
| 이창진  | 이진영  | 이진영  | 이진영          |                 |                 |                 |                 |         | 윤준혁  |
| 박용근  | 박용근  | [ 126 ] |                 |                 |                 | 권동진          | 권동진          | [ 127 ] | [ 128 ] |
| 오정복  | 오정복  | 오정복  |                 |                 |                 |                 |                 |         | 오재일  |
| [ 130 ] | 김만수  | 김만수  | [ 131 ]         | [ 132 ]         | [ 133 ]         | [ 134 ]         |                 |         |         |
|         |         |         |                 |                 | [ 135 ]         | [ 136 ]         | [ 137 ]         | 강민성  | [ 138 ] |

### 외야수
| 2015년          | 2016년          | 2017년  | 2018년  | 2019년 | 2020년  | 2021년  | 2022년  | 2023년  | 2024년  |
|                 |                 |         | 강백호  | 강백호 | 강백호  | 강백호  | 강백호  | 강백호  | 강백호  |
| 김민혁          | 김민혁          | [ 139 ] | [ 140 ] | 김민혁 | 김민혁  | 김민혁  | 김민혁  | 김민혁  | 김민혁  |
| 김상현          | 김상현          | 로하스  | 로하스  | 로하스 | 로하스  | 호잉    | 알포드  | 알포드  | 로하스  |
| 배정대          | 배정대          | [ 142 ] | 배정대  | 배정대 | 배정대  | 배정대  | 배정대  | 배정대  | 배정대  |
| 김지열          | 김지열          | 김지열  | 김지열  |        |         |         | [ 144 ] | [ 145 ] | 안현민  |
|                 |                 | [ 147 ] | [ 148 ] | 오태곤 |         |         | 이시원  | 이시원  |         |
|                 |                 |         | 조용호  | 조용호 | 조용호  | 조용호  | 조용호  | 조용호  | 조용호  |
| 이대형 (중견수) | 이대형 (중견수) | 이대형  | 이대형  | 이대형 |         | 김건형  | [ 153 ] | [ 154 ] | 김건형  |
| 송민섭          | 송민섭          | [ 156 ] | 송민섭  | 송민섭 | 송민섭  | 송민섭  | 송민섭  | 송민섭  | 송민섭  |
| 유민상          | 유민상          | 홍현빈  | 홍현빈  | 홍현빈 | 홍현빈  | 홍현빈  | 홍현빈  | 홍현빈  | [ 159 ] |
|                 | 유한준          | 유한준  | 유한준  | 유한준 | 유한준  | 유한준  |         | 정준영  | 정준영  |
| 김동은          | 김동은          | 안치영  | [ 160 ] | 안치영 | [ 161 ] | [ 162 ] | [ 163 ] | 안치영  | 안치영  |
| 김진곤          | 김진곤          | 김진곤  | 김진곤  | 김진곤 |         |         |         | [ 164 ] | 김병준  |

## 같이 보기
- Kt 위즈의 역대 외국인 선수 목록
- Kt 위즈의 한국 프로 야구상 수상자